# Myrioblephara cilicornaria
Myrioblephara cilicornaria là một loài bướm đêm trong họ Geometridae.